# Bothriomyrmex meridionalis
Bothriomyrmex meridionalis este o specie de furnică din genul Bothriomyrmex. Descrisă de  Roger în 1863, specia este larg răspândită în diferite țări europene și din Africa, inclusiv Algeria, Bulgaria, Croația, Franța, Georgia, Muntenegru, România, Slovacia și Spania.